# Christophe Meslin
Pour les articles homonymes, voir Meslin (homonymie).
Christophe Meslin est un footballeur français né le 13 juillet 1977 à Vernon. Il évolue au poste d'attaquant.

## Parcours

### Révélation
Meslin se révèle avec le club normand de Pacy-sur-Eure, où il dispute 14 matchs et inscrit 11 buts pour sa première saison professionnelle (1997-1998). Il contribue ainsi à la montée du club de Haute-Normandie depuis le Groupe D du Championnat de France Amateur (CFA) en National.
Prometteur, il est alors repéré par un grand club français, le Stade rennais, et signe lors de l'été 1998. Cependant l'entraîneur de l'époque, Paul Le Guen, ne le fait entrer en jeu avec l'équipe première qu'une seule fois.
C'est à ce moment qu'on lui attribuera le surnom de "Poussin".

### Prêts successifs
Désireux d'obtenir du temps de jeu, il est prêté pour la saison 2001-2002 au Gazélec Ajaccio, qui évolue en National, une division qu'il n'a pas encore côtoyé. Il disputera une excellente saison, inscrivant 20 buts en 36 matchs, et termine ainsi meilleur buteur ex aequo du championnat en compagnie de Hocine Lachaab, attaquant de Valenciennes. Le Gazélec termine à la huitième place, et arrive en 32e de finale de Coupe de France.
Malgré ses bonnes performances, Le Guen envoie l'attaquant rennais de nouveau en prêt pour une saison. Meslin découvre donc la Ligue  2 avec l'OGC Nice. Il signe à nouveau une saison de qualité, trouvant les filets à 16 reprises en 31 matchs. Il finit ainsi troisième meilleur buteur du championnat derrière Hamed Diallo, 19 buts (Amiens), et Guilherme Mauricio, 17 buts (Laval). Le club niçois est promu en Ligue  1 après cinq saisons en Ligue  2.
À la suite de ses bonnes performances, l'OGC Nice réussit à renouveler le prêt de son attaquant vedette pour la saison 2002-2003. Victime d'une rupture des ligaments croisés en début de saison, il ne dispute que 9 matchs de Ligue  1 lors desquels il inscrit son premier but dans cette compétition. Malgré sa blessure, il reste le «chouchou» du Stade du Ray, et les dirigeants décident de lever l'option d'achat. Meslin paraphe ainsi un bail de 3 ans.

### De nombreuses blessures
Remis de son opération, il est enfin prêt à disputer une saison 2003-2004 pleine en Ligue  1. Associé en attaque à Lilian Laslandes (33 matchs, 10 buts), et Abdelmalek Cherrad (19 matchs, 3 buts), il disputera 26 matchs et fera 8 fois «l'avion».
Cependant sa saison 2004-2005 est de nouveau plombée par de nombreuses blessures, et Meslin ne dispute que 9 matchs sans marquer le moindre but.
À l'aube de la saison 2005-2006, le nouvel entraîneur, Frédéric Antonetti, qui succède à Gernot Rohr, annonce que l'attaquant ne rentre pas dans ses plans. D'un commun accord avec les dirigeants du club, le normand rompt sa dernière année de contrat et s'engage avec le Sporting Club de Bastia de Bernard Casoni, alors en Ligue  2.
Il retrouve la santé et le chemin des filets, inscrivant 10 buts en 27 matchs.
Sa première partie de saison 2006-2007 est plus mitigée, il inscrit 6 buts en 13 matchs. À la trêve hivernale, il rompt son contrat avec le SC Bastia, donnant ainsi suite à de nombreux évènements extra-sportifs, à savoir la perte de sa place de titulaire, des gestes injurieux lors de quelques rencontres mais surtout une bagarre avec son entraîneur Bernard Casoni.
Le 31 janvier 2007, il s'engage pour une durée de six mois avec le club breton de l'En Avant de Guingamp, qui évolue également en Ligue  2. Il y inscrit 4 buts en 7 matches.
Libre de tout contrat au début de la saison 2007-2008, il décide de ne pas poursuivre son aventure bretonne, et s'engage avec Troyes, qui vient d'être relégué de Ligue  1.
Cependant de nombreux pépins physiques viennent gâcher son début de saison où il inscrira seulement 2 buts en 8 matchs. L'équipe stagne à une décevante 6e place, et les divergences de Meslin avec le président de l'ESTAC, Thierry Gomez l'amène d'un commun accord à la résiliation de son contrat.

### Retour aux divisions inférieures
Il retourne pour la seconde moitié de saison 2007-2008 au GFCO Ajaccio, club qui l'avait révélé lors de la saison 2000-2001 et qui évolue dans le groupe B du Championnat de France Amateur (CFA). Sur cette période, il disputera 13 matchs et inscrira 6 buts. Le club corse manque cependant l'accession au niveau supérieur aux dépens de Gap pour deux petits points. À la fin de la saison, Meslin proloinge jusqu'au 1er juillet 2010.
Le 7 juillet 2010, libéré par le Gazélec, il paraphe un contrat de deux ans avec le club de ses débuts, Pacy sur Eure, qui évolue depuis deux saisons en National.
Pour sa première apparition, lors de la première journée de Championnat, à l'extérieur et alors que son équipe est tenue en échec par Plabennec 1-1, il entre en jeu à la 71e minute, et signe un doublé. L'équipe s'imposera finalement 3 buts à 1.
En septembre 2011, il paraphe un contrat de deux ans avec le club de Grasse qui évolue en CFA2. En novembre 2012, il rompt son contrat avec le club de Grasse.